# Law & Order (16.ª temporada)
A décima sexta temporada da série americana Law & Order foi exibida do dia 21 de setembro de 2005 até o dia 17 de maio de 2006. Transmitida pelo canal NBC, a temporada teve 22 episódios.

## Episódios
A denominação #T corresponde ao número do episódio na temporada e a #S corresponde ao número do episódio ao total na série

## Elenco

### Law
- Dennis Farina - Detetive Joe Fontana
- Jesse L. Martin - Detetive Ed Green
- S. Epatha Merkerson - Tenente Anita Van Buren

### Order
- Sam Waterston - Jack McCoy
- Annie Parisse - Alexandra Borgia
- Fred Dalton Thompson - Arthur Branch